# Russellville (Missouri)
Russellville è un comune degli Stati Uniti d'America, situato nello Stato del Missouri, nella contea di Cole.